# Saturnálie (Davisová)
Saturnálie (2007, Saturnalia) je historický detektivní román anglické spisovatelky Lindsey Davisové. Jde o osmnáctý díl dvacetidílné knižní série, odehrávající se v antickém Římě za vlády císaře Vespasiana. Jejím hlavním hrdinou je soukromý informátor (vlastně soukromý detektiv) Marcus Didius Falco, který je také vypravěčem románu.

## Obsah románu
Román se odehrává v Římě na konci roku 76, během nevázaných sedmidenních svátků – saturnálií, které se konají každoročně od 17. prosince na počest boha Saturna. Falco dostane od císaře speciální úkol, vypátrat významnou germánskou kněžku Veledu, která byla do Říma přivedena jako významná zajatkyně jednoho římského generála a měla být součástí jeho triumfálního průvodu. Byla internována v domácím vězení, podařilo se jí však zmizet, přičemž po sobě zanechala bezhlavou mrtvolu mladého muže, švagra majitele domu. Zároveň však zmizel bratr Falconovy ženy Heleny Justinus, který byl před léty do Veledy zamilován – viz autorčin román Železná ruka.
Falco musí při svém pátrání postupovat delikátně, protože v nejvyšších místech panuje obava, aby se útěk barbarské kněžky nestal příčinou nepokojů. Vyšetřování, při kterém je nucen spolupracovat se svým soupeřem, císařským špehem Anacritem, jej však zavede mezi římskou spodinu, mezi uprchlé otroky, bezdomovce a různé tuláky, kteří neumírají jen na podvýživu a neléčené choroby, ale také rukou masového vraha. Podaří se mu Veledu najít a zajistit jí bezpečné místo pro život ve svatyni vestálek v Ardeji.

## Česká vydání
- Saturnálie (Praha: BB/art 2011), přeložila Alena Jindrová-Špilarová.